# كيفن فولك (لاعب كرة قدم)
كيفن فولك (بالألمانية: Kevin Wölk)‏ هو لاعب كرة قدم ألماني في مركز الوسط، ولد في 28 مايو 1985 في أولدنبورغ إن هولشتاين في ألمانيا. لعب مع دارمشتات 98 وروت فايس آهلن ونادي هسن كاسل وهولشتاين كيل.

## وصلات خارجية
- كيفن فولك (لاعب كرة قدم) على موقع قاعدة بيانات كرة القدم.إي يو (الإنجليزية)
- كيفن فولك (لاعب كرة قدم) على موقع بيانات كرة القدم. دي إي (الألمانية)
- كيفن فولك (لاعب كرة قدم) على موقع عالم كرة القدم.نت (الإنجليزية)